# Список потерь советской авиации в Корейской войне (1953)
В данном списке перечислены потери боевой авиации СССР в ходе Корейской войны за 1953 год.
Все данные базируются на книге Игоря Сейдова «„Красные дьяволы“ в небе Кореи. Советская авиация в войне 1950—1953 гг. Хроника воздушных сражений» (М.: Яуза; Эксмо, 2007), являющейся на 2007 год, по всей видимости, наиболее полной работой, посвящённой действиям советской авиации в Корее. 
Потери указаны в следующем формате: дата; звание и имя пилота; подразделение (авиаполк или дивизия); причина потери; судьба пилота. Тип самолёта не указан, поскольку все приведённые в списке самолёты являются истребителями МиГ-15. Приведены все боевые и небоевые потери, подробности которых известны. В книге Сейдова описываются не все потери, понесённые 64-й истребительным авиакорпусом; в частности, он отмечает, что ему неизвестна точная цифра потерь за октябрь 1951 года, но, по приблизительной оценке, было потеряно 10—12 самолётов (в тексте книги приводятся подробности потери 8 самолётов). Несмотря на это, в большинстве случаев данные Сейдова совпадают с доступной ему помесячной статистикой 64-го авиакорпуса.
Согласно официальным данным ВВС США, в воздушных боях самолётами Военно-воздушных сил было сбито 827 истребителей типа МиГ-15. Однако действительные потери авиации СССР, Китая и Северной Кореи составили 566 самолётов, причём не все из них — МиГ-15. Как показывает книга Сейдова, в большинстве случаев завышенные данные о воздушных победах объяснялись тем, что американским пилотам повреждённые самолёты противника засчитывались как сбитые. По всей вероятности, уточнение числа побед затруднялось тем, что американская авиация вела боевые действия над территорией противника, что исключало возможность привлечения наземных наблюдателей и поиска обломков сбитых самолётов.
Сокращения:
- иап — истребительный авиаполк
- гиап — гвардейский истребительный авиаполк

Списки по годам: 1950 - 1951 - 1952 - 1953

## Потери

### Январь 1953
14 января
- Старший лейтенант Соколов Николай Павлович (224-й иап). Подбит F-86 над Супхун ГЭС. Лётчик приземлился на лёд водохранилища, однако лёд проломился и самолёт утонул. Пилот погиб в машине.

- Ильяшенко Сергей Николаевич (224-й иап). Сбит F-86 над Супхун ГЭС. Пилот катапультировался и выжил.

15 января
- Старший лейтенант Мищенко Виталий Михайлович (726-й иап). Сбит (предположительно F-86). Пилот погиб.

19 января
- Капитан Андрущенко В.Д. (578-й иап Тихоокеанского флота). Отказ двигателя на взлёте, спланировал, но не дотянул до ВПП. Пилот выжил.

23 января
- Старший лейтенант Карпов И.И.	(913-й иап). Сбит F-86, пилотируемым подполковником Эдвином Хеллером, командиром 16 авиаэскадрильи. Пилот катапультировался и выжил.

24 января
- Старший лейтенант Земцов (578-й иап ТОФ). Отказ двигателя в полёте. Пилот катапультировался и выжил.

27 января
- Удовиков Г.М. (913-й иап). Потеря ориентировки. Вынужденная посадка на Ляодунском полуострове (район Сюйчжоу). Пилот выжил.

28 января
- Старший лейтенант Сенюткин Б.Г. (535-й иап). Потеря ориентировки при полёте в снегопад. Вынужденная посадка в районе города Аньдун. Пилот повредил позвоночник.

### Февраль 1953
7 февраля
- Лейтенант Демьянов И.К. (913-й иап). Сбит F-86. Пилот катапультировался и выжил.

15 февраля
- Старший лейтенант Маслеев Федор Ильич (535-й иап). Подбит F-86, пилот сел на фюзеляж вне ВПП Дапу. Пилот выжил.

17 февраля
- Капитан Зеленский И.Ф (913-й иап). Сбит F-86. Пилот катапультировался и выжил.

19 февраля
- Старший лейтенант Соколов Илья Константинович (535-й иап). Подбит F-86, в районе Супхун ГЭС, вынужденная посадка, катапульта сработала через фонарь. Пилот погиб.

21 февраля
- Майор Бабич С.И. (913-й иап). Сбит F-86 в районе Ансю (во время рейда к Японскому морю). Пилот катапультировался и выжил.

- Старший лейтенант Смирнов (913-й иап). Сбит F-86 в районе Ансю (во время рейда к Японскому морю). Пилот катапультировался и выжил.

25 февраля
- Подполковник Акимов П.С. (535-й иап). Сбит F-86 в районе Супхун ГЭС, при заходе на запасной аэродром. Пилот катапультировался и выжил.

- Заболотный Петр Петрович (535-й иап). Сбит F-86 в районе Супхун ГЭС, при заходе на запасной аэродром. Пилот катапультировался и выжил.

Конец февраля
- Старший лейтенант Попов А.К. (913-й иап). Авария при тестировании нового аэродрома Куаньдянь. МиГ-15 сгорел на ВПП. Пилот выжил.

### Март 1953
8 марта
- Селиверверстов Василий Митрофанович (командир 1 авиаэскадрильи 878-го иап). Группа F-86 попыталась зажать его в «коробочку». Пилот покинул самолет, перевернув его.

- Старший лейтенант Чепусов Дмитрий Иванович (878-й иап). Подбит F-86, при посадке столкнулся с сопкой.	Пилот погиб.

9 марта
- Старший лейтенант Рочикашвили Василий (Васо) Иванович	(224-й иап). Подбит F-86, при посадке выскочил за ВПП и врезался в бруствер. Пилот погиб.

- Старший лейтенант Куан Вадим Николаевич (224-й иап).	Уходя из под атаки F-86, попал в штопор на малой высоте. Пилот погиб.

13 марта
- Старший лейтенант Христофоров Н.А. (913-й иап). Сбит F-86. Пилот катапультировался и выжил.

14 марта
- Лейтенант Строилов Е.	(224-й иап). Столкнулся с ведущим и отбил хвост. Пилот катапультировался и выжил.

- Старший лейтенант Одинцов Н.К. (224-й иап). Срезал хвост в результате столкновения. Пилот катапультировался, но повредил позвоночник.

- Старший лейтенант Седашев Владимир Николаевич	(518-й иап). Подбит F-86, катастрофа на ВПП аэродрома Мяогоу. Пилот погиб.

29 марта
- Старший лейтенант Кабанов В.Я. (535-й иап). Подбит F-86 в районе Супхун ГЭС. Пилот катапультировался и выжил.

- Старший лейтенант Лапыгин В.Н. (535-й иап). Подбит F-86 в районе Супхун ГЭС. Пилот катапультировался и выжил.

- Капитан Ильиных (781-й иап ТОФ) Сбит F-86. Пилот катапультировался и выжил.

### Апрель 1953
4 апреля
- Старший лейтенант Мотанахи В.И. (726-й иап). В результате перегрузки отвалилось крыло. Пилот катапультировался и выжил.

5 апреля
- Старший лейтенант Шкурко Николай Иванович (298-й ниап). Ночная катастрофа при посадке на аэродроме Аньдун. Пилот погиб (единственная потеря полка).

7 апреля
- Старший лейтенант Попов А.К. (913-й иап). Сбит F-86. Пилот катапультировался и выжил.

12 апреля
- Капитан Федорец С.А. (913-й иап). Сбит F-86. Пилот катапультировался и выжил.

- Старший лейтенант Марков Владимир Сергеевич (224-й иап). Сбит F-86 в районе Дээгуандонг. Пилот погиб.

22 апреля
- Капитан Лазарев Василий Николаевич (224-й иап). Сбит F-86. Пилот погиб.

30 апреля
- Старший лейтенант Кислухин Николай Яковлевич (676-й иап). При взлёте с аэродрома Дапу оторвались ПТБ. Пилот погиб.

### Май 1953
13 мая
- Капитан Батраков Н. Д. (224-й иап). Сбит F-86 в районе Ансю. Пилот катапультировался и выжил.

- Старший лейтенант Каменщиков Василий Григорьевич (781-й иап ТОФ). Сбит F-86 в районе Ансю. Пилот погиб.

14 мая
- Старший лейтенант Колесников Л.П. (224-й иап). Сбит F-86 в районе Супхун. Пилот катапультировался и выжил.

- Старший лейтенант Заболотный П.П. (535-й иап). Сбит F-86 в районе Супхун. Пилот катапультировался и выжил.

- Старший лейтенант Борисов Ю.Б. (224-й иап). На обратном пути из района Супхун кончилось топливо. Пилот катапультировался и выжил.

15 мая
- Старший лейтенант Кривич В.П.	(535-й иап). Сбит F-86, пристроившимися к группе истребителей МиГ с не сброшенными ПТБ. Пилот катапультировался и выжил.

18 мая
- Старший лейтенант Рыбаков Алексей Константинович (518-й иап). Сбит F-86 в районе Супхун. Пилот погиб.

- Капитан Стадник Е.И. (518-й иап). Сбит F-86 в районе Супхун. Пилот катапультировался и выжил.

23 мая
- Капитан Гришенчук Виктор Лукьянович (913-й иап). Сбит F-86 при заходе на посадку в Аньдун. Пилот погиб.

- Старший лейтенант Титенко (535-й иап). Сбит F-86 при заходе на посадку в Мяогоу. Пилот катапультировался и выжил.

29 мая
- Старший лейтенант Пронин Иван Васильевич (415-й иап). Сбит F-86. Пилот погиб.

- Старший лейтенант Куприн Н.Г.	(415-й иап). Сбит F-86. Пилот катапультировался и выжил.

### Июнь 1953
1 июня
- Старший лейтенант Тимошин Василий Степанович (781-й иап ТОФ). Сбит F-86 в районе Хитхен–Ансю. Пилот погиб.

5 июня
- Старший лейтенант Красников Н.П. (224-й иап). Самолёт разбился после выработки топлива из-за потери ориентировки. Пилот катапультировался и выжил.

- Старший лейтенант Соловьев Леонид (676-й иап). Сбит F-86 в районе Супхун ГЭС. Пилот катапультировался и выжил.

- Старший лейтенант Царенко Владимир Федорович (781-й иап ТОФ). Сбит F-86 во время взлета с аэродрома Дапу. Пилот погиб в результате неудачного катапультирования.

- Старший лейтенант Кучеренко Е.П. (781-й иап ТОФ). Сбит F-86 во время взлета с аэродрома Дапу. Пилот катапультировался и выжил.

- Старший лейтенант Пушкарев Борис Владимирович	(781-й иап ТОФ). Сбит F-86. Пилот погиб.

7 июня
- Старший лейтенант Дорохов Степан Алекссевич (535-й иап). Сбит F-86 во время взлета с аэродрома Дапу. Пилот погиб.

- Капитан Блинов Петр Николаевич (535-й иап). Сбит F-86 во время взлета с аэродрома Дапу. Пилот выжил.

10 июня
- Капитан Баландин Василий (781-й иап ТОФ). Сбит F-86 во время посадки на аэродром Дапу. Пилот катапультировался и выжил.

13 июня
- Капитан Табаков А.П. (676-й иап). Сбит F-86 в районе Сиодзио. Пилот катапультировался и выжил.

- Старший лейтенант Борисов Василий Иванович (913-й иап). Разбился на посадке на аэродром Аньдун. Пилот погиб.

14 июня
- Старший лейтенант Пименов В.И. (224-й иап). Сбит F-86. Пилот катапультировался и выжил.

16 июня
- Потапов Петр Сменович (913-й иап). Сбит F-86 в районе Супхун ГЭС. Пилот погиб в результате неудачного катапультирования.

18 июня
- Лейтенант Крикливец Иван Петрович (913-й иап). Сбит F-86 в районе Супхун ГЭС. Пилот катапультировался и погиб, утонув в водохранилище.

- Лейтенант Коршунов Борис Васильевич (518-й иап). Сбит F-86 в районе Супхун ГЭС. Пилот погиб.

- Лейтенант Плетнев (676-й иап). Подбит F-86 в районе Супхун ГЭС. Повреждённый самолёт разбился на посадке на аэродром Аньдун. Пилот выжил.

19 июня
- Старший лейтенант Кашин В.В. (878-й иап). Сбит F-86 в районе Доугондонг. Пилот катапультировался и выжил.

- Старший лейтенант Аверьянов М. (878-й иап). Сбит F-86 в районе Доугондонг. Пилот катапультировался и выжил.

- Старший лейтенант Кулаев Виль Павлович (224-й иап). «Валежка» во время тренировочного полёта. Пилот погиб.

22 июня
- Старший лейтенант Пустоваров (676-й иап). Подбит F-86, авария на посадке. Пилот выжил.

- Капитан Карпов И.И. (913-й иап). Авария на посадке. Пилот выжил.

- Капитан Христофоров Н.А (913-й иап). Сбит F-86. Пилот катапультировался и выжил.

24 июня
- Капитан Аликин Аркадий Георгиевич (415-й иап). Сбит F-86. В бою прикрыл ведущего командира полка. Пилот погиб.

27 июня
- Майор Марченко В.А. комполка (913-й иап). Сбит F-86 во время взлета с аэродрома Аньдун. Пилот катапультировался и выжил.

29 июня
- Подполковник Горбунов Иван Михайлович, ГСС (676-й иап). Сбит F-86 после взлета с аэродрома Аньдун. Пилот катапультировался и был расстрелян F-86 в районе Улунбей.

30 июня
- Старший лейтенант Левчатов (224-й иап). Сбит F-86. Пилот катапультировался и выжил.

### Июль 1953
4 июля
- Лейтенант Александр Николаевич Колпаков (535-й иап). Авария во время тренировочного полёта. Пилот погиб.

11 июля
- Старший лейтенант Абидин М.Л.	(518-й иап). Сбит F-86 на посадке в районе Мяогоу. Пилот катапультировался и выжил.

12 июля
- Капитан Виктор Михайлович Белов (781-й иап ТОФ). Сбит F-86 на высоте 15 м на посадке на аэродром Аньдун. Пилот погиб.

- Лейтенант Галин Александр Иванович (224-й иап). Сбит F-86 в районе Аньдун-Гисю. Пилот погиб в результате неудачного катапультирования.

- Борисов Ю.Б (224-й иап). Самолёт обстрелян на посадке на аэродром Дапу. Пилот выжил.

- Старший лейтенант Германов А.А. (224-й иап). Сбит F-86 в районе Дапу. Пилот катапультировался и выжил.

- Старший лейтенант Малевский Л.И. (913-й иап).	Разбился после выработки топлива в результате боя в районе Мукден. Пилот катапультировался и выжил.

15 июля
- Старший лейтенант Гагаринов (535-й иап). Подбит F-86 в районе аэродрома. Самолёт разбит на посадке. Пилот выжил.

16 июля
- Старший лейтенант Шишкин Г.П.	(726-й иап). Сбит F-86. Пилот катапультировался и выжил.

- Старший лейтенант Павлов (913-й иап).	Сбит F-86 в районе Супхун ГЭС. Пилот катапультировался и выжил.

18 июля
- Старший лейтенант Потибенько В.И. (535-й иап). Сбит F-86 в районе Аньдун-Гисю. Пилот катапультировался и выжил.

19 июля
- Лейтенант Герасимчук Николай Петрович (913-й иап). Сбит F-86 в районе Супхун ГЭС. Пилот погиб в результате неудачного катапультирования.

- Старший лейтенант Луговцов Е.И (781-й иап ТОФ). Сбит F-86. Пилот катапультировался и выжил.

## Общая статистика
По данным Сейдова, за 1953 год 64-й истребительный авиакорпус потерял 86 самолётов МиГ-15бис без учёта ночных боёв. В нижеприведённой таблице обобщены данные списка. 
| 1953    | Потери самолётов | Потери пилотов |
| ------- | ---------------- | -------------- |
| Январь  | 8                | 2              |
| Февраль | 9                | 1              |
| Март    | 11               | 4              |
| Апрель  | 7                | 4              |
| Май     | 12               | 4              |
| Июнь    | 26               | 11             |
| Июль    | 13               | 4              |
| Итого   | 86               | 30             |